# Enrico De Seta (politico)
Enrico Carlo Diego Francesco De Seta (Belvedere Marittimo, 17 agosto 1841 – Catanzaro, 7 aprile 1929) è stato un avvocato e politico italiano.
Fratello del senatore e prefetto Francesco.